# شوق پرواز
شوق پرواز مجموعه تلویزیونی در ژانر درام است کارگردانی این مجموعه بر عهده یدالله صمدی بود. این مجموعه طبق نظرسنجی صدا و سیما بهترین سریال در ژانر دفاع مقدس شناخته شد.

## خلاصهٔ داستان
این مجموعه در مورد زندگی عباس بابایی یکی از خلبانان نیروی هوایی ارتش جمهوری اسلامی ایران است که به سفارش بنیاد شهید و امور ایثارگران ساخته شده است.

## مراحل ساخت
پروژه سریال از سال ۱۳۷۴ و با کسب اجازه از دفتر رهبر جمهوری اسلامی ایران آغاز شد و دستور همکاری ارتش داده شد. مرحله پیش‌تولید سریال از سال ۱۳۷۶ آغاز شد و بخش‌هایی از فیلم که مربوط به دوران کودکی بابایی در شهر قزوین بود هم فیلم‌برداری شد. کارگردانی سریال در این دوره بر عهده حسین قاسمی جامی و نویسندگی ۳ تن از نویسندگان ارتش گذاشته شد که به علت اختلاف نظرهای به وجود آمده بین عوامل تولید در همان ابتدا متوقف شد. ولی پس از وقفه‌ای ۱۰ ساله دوباره از سال ۱۳۸۶ کلید خورد. در این دوره نویسندگی فیلم‌نامه کار مشترک ارتش، بنیاد امور ایثارگران و جانبازان و خانواده عباس بابایی بود. با ورود یدالله صمدی به عنوان کارگردان، تصویربرداری سریال از خرداد ۱۳۸۸ آغاز شد. ملیحه حکمت، همسر عباس بابایی با دیدن فیلم «دل‌شکسته» تحت تأثیر بازی شهاب حسینی قرار گرفت و وی را برای ایفای نقش همسرش در سریال پیشنهاد داد که با موافقت سایر عوامل همراه شد.

## بازیگران
علیرضا مطفری در نقش کودکی عباس بابایی
- شهاب حسینی

__عباس بابایی
- شهرام حقیقت‌دوست در نقش سعید خجسته فر
- افسانه بایگان در نقش ملیحه حکمت (میانسالی)
- الهام حمیدی در نقش ملیحه حکمت (جوانی)
- اکبر عبدی در نقش استوار مهرمنش
- فرهاد قائمیان در نقش سرهنگ سلطانی
- عبدالرضا اکبری در نقش دایی شعبان
- عباس امیری مقدم در نقش آقای غفوری
- مهران رجبی در نقش حاج عبدالله پدر سعید
- مینا جعفرزاده در نقش مادر عباس بابایی
- مهدی فقیه در نقش مشهدی بلال
- مهرداد ضیایی در نقش استوار رئوف زاده
- اتابک نادری در نقش مصطفی اردستانی
- محسن افشانی در نقش علیرضا
- آنا برزینا در نقش آنی همسر سعید
- زهره حمیدی در نقش مادر لیلی
- بهزاد رحیم‌خانی در نقش پدر مسعود
- سید علی صالحی
- بهناز سلیمانی
- مهدی عزیزی
- کورش تهامی در نقش مسعود کرمی
- مختار سائقی در نقش احمد سرایدار
- حسن جوهرچی در نقش فرخ کرامتی
- حسین بابایی در نقش حسین بابایی
- سلما بابایی در نقش سلما بابایی
- ستاره اسکندری در نقش لیلی غفوری
- اکرم محمدی در نقش دکتر حاجیان
- فخرالدین صدیق شریف در نقش حاج اسماعیل
- پوراندخت مهیمن در نقش زن دایی عباس بابایی

## مکان‌های فیلم‌برداری
مکان‌های فیلم‌برداری سریال در قزوین، تهران و دزفول (پایگاه چهارم شکاری) و پایگاه هوایی هشتم شکاری (شهید بابایی) (اصفهان) بود. پایگاه دوشان تپه، بیشتر صحنه‌های پرواز هواپیما اف-۱۴ تام‌کت که مورد استفاده تخصصی عباس بابایی بوده، از تصاویر آرشیوی نیروی هوایی ارتش گرفته شد.

## زمان پخش
این سریال از شهریور ۱۳۹۰ تا بهمن همان سال و در قالب ۲۴ قسمت به روی آنتن رفت.